# Zaharia Stancu
Zaharia Stancu (født 7. oktober 1902 i Salcia i Rumænien, død 5. december 1974 i Bukarest) var en rumænsk forfatter. Han regnes for en af de betydeligste rumænske forfattere i det 20. århundrede og var blandt kandidaterne til Nobelprisen.
I Danmark er Stancu nok mest kendt for Sigøjnerstammen, en roman om forfølgelsen af sigøjnerne under 2. verdenskrig.